# Kościół św. Wawrzyńca w Kuressaare
Kościół św. Wawrzyńca w Kuressaare (est. Kuressaare Laurentiuse kirik) – kościół estońskiego kościoła ewangelicko-luterańskiego. Jest położony w centrum Kuressaare. Obiekt jest wpisany na listę narodowych zabytków Estonii pod numerem 27261. 
Pierwszy kościół został prawdopodobnie zbudowany w latach trzydziestych XVII w. Został zniszczony w czasie pożaru w 1710 roku. Odbudowano go ciągu następnych kilkunastu lat. Świątynia została oddana ponownie do użytku w 1729 roku. W czasie odbudowy do istniejącego obiektu dodany został chór. W czasie pożaru miasta w 1828 roku, kościół został ponownie zniszczony. Został odbudowany w latach 1829-1835 pod nadzorem architekta Heinricha Löwneri. Kościół przebudowano nadając mu wygląd neoklasycystyczny. Nowy ołtarz został zaprojektowany przez słynnego wówczas artystę Carla Friedricha Sigismunda Walthera (1824-1870).